# ترنیت
ترنیت (اندونزیایی: Ternate) شهری در استان ملوک شمالی کشور اندونزی است. جمعیت این شهر بر اساس سرشماری سال ۱۹۹۰ میلادی، ۸۳٫۵۶۷ نفر و بر اساس سرشماری سال ۲۰۰۰ میلادی، ۹۵٫۹۲۱ بوده که در سال ۲۰۰۷ میلادی به ۱۰۳٫۹۲۸ نفر افزایش یافته‌است.